# Société nationale des beaux-arts

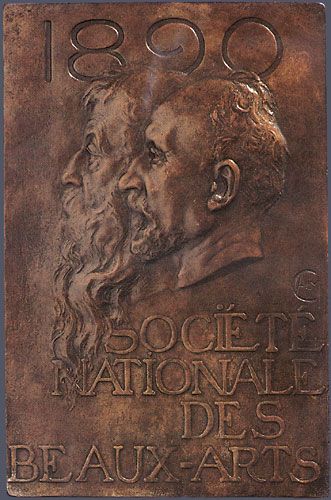
Erinnerungsmedaille mit dem Doppelporträt von Pierre Puvis de Chavannes und Ernest Meissonier, geschaffen von Alexandre Charpentier, 1890

Société nationale des beaux-arts (SNBA) war  der Name  zweier französischer Künstlervereinigungen.
Die erste so benannte Gesellschaft wurde 1862 gegründet, mit  Théophile Gautier als Präsident und Aimé Millet als seinem Stellvertreter. Im Vorstand (Komitee) wirkten Eugène Delacroix, Carrier-Belleuse und Pierre Puvis de Chavannes mit. Unter den Ausstellern waren Léon Bonnat, Jean-Baptiste Carpeaux, Charles-François Daubigny, Laura Fredducci, Gustave Doré und Édouard Manet. 1864, nach einer Gedächtnisausstellung für den kurz zuvor verstorbenen Delacroix, beendete die Gesellschaft ihre Aktivitäten.
1890 wurde die  Vereinigung durch Ernest Meissonier wieder belebt, im Ausstellungs-Komitee saßen nun Puvis de Chavannes, Carolus-Duran, Félix Bracquemond, Jules Dalou und Auguste Rodin. Es begannen die bis heute fortgeführten jährlichen Ausstellungen, den Salon de la Société Nationale des Beaux–Arts, kurz Salon du Champ-de-Mars.
1926 schuf die Vereinigung den Prix Puvis de Chavannes, der aus einer repräsentativen Sonderausstellung des Preisträgers besteht.

## Preisträger (Auswahl)
| - 1927: François Popineau (1887–1951) - 1941: Willem van Hasselt (1882–1963) - 1944: Jean Gabriel Domergue (1889–1962) - 1950: Bernard Buffet (1928–1999) - 1952: Tristan Klingsor (1874–1966) - 1953: Geoffroy Dauvergne (1922–1977) - 1957: Albert Decaris (1901–1988) | - 1958: Jean Picard Le Doux (1902–1982) - 1963: Maurice Boitel (1919–2007) - 1966: Pierre Gaillardot (1910–2002) - 1968: Pierre-Henry (1924–2015) - 1969: Louis Vuillermoz (1923–2016) - 1970: Daniel du Janerand (1919–1990) - 1971: Jean-Pierre Alaux (1925–2020) | - 1973: Jean Navarre (1914–2000) - 1975: Jean Monneret (* 1922) - 1977: Maurice Buffet (1909–2000) - 1983: Rodolphe Caillaux (1904–1989) - 1987: André Hambourg (1909– 1999) - 1993: Gaston Sébire (1920–2001) - 2006: Paul Colomb (1921–2010) |